# Burg Shirakawa-Komine
Die Burg Shirakawa-Komine (japanisch 白河小峰城, Shirakawa-Komine-jō), auch einfach Burg Komine (小峰城, Komine-jō) genannt, sowie die Spuren der Burg Shirakawa (白河城, Shirakawa-jō) befinden sich in der Stadt Shirakawa, Präfektur Fukushima. In der Edo-Zeit residierten auf der Burg Komine nacheinander acht mittelgroße Daimyō, zuletzt die Abe mit einem Einkommen von 100.000 Koku.

## Burgherren in der Edo-Zeit
- Ab 1590 die Kamō.
- Ab 1627 ein Zweig der Niwa mit 100.000 Koku.
- Ab 1643 die Sakakibara mit 140.000 Koku.
- Ab 1649 ein Zweig der Honda mit 120.000 Koku.
- Ab 1681 ein Zweig der Matsudaira (Okudaira) mit 150.000 Koku.
- Ab 1692 ein Zweig der Matsudaira (Kamon) mit 150.000 Koku.
- Ab 1741 ein Zweig der Matsudaira (Hisamatsu) mit 110.000 Koku.
- Ab 1823 ein Zweig der Abe mit 100.000 Koku.

## Die Anlage
Die Burg Shirakawa-Komine wurde von einer Nebenlinie der Shirakawa-Yūki (白川結城), nämlich den Komine (小峰) erbaut. Es war Komine Yoshichika (小峰 義親; ca. 1500–1559), der die Burg zum Wohnsitz nahm. Durch Toyotomi Hideyoshi kam das Gebiet 1590 zu Aizu-Wakamatsu. Burgherren ab da waren die Kamō (蒲生), Uesugi (上杉), wieder die Kamō, bis 1627 Niwa Nagashige (丹羽 長重; 1571–1637) durch Shogunats-Anordnung von Tanakura (Provinz Mutsu) dorthin mit einem Einkommen von 100.00 Koku versetzt wurde und den Shirakawa-Han begründete. Nagashige führte auf Shogunats-Anweisung ab 1629 einen größeren Umbau aus, der erst nach vier Jahren mühevoller Arbeit fertig wurde. Auf die Niwa folgten die oben angeführten Daimyō, zuletzt die Abe, die die Burg bis 1868 innehatten.
Die Burg liegt mit ihrem zentralen Bereich, dem Hommaru, auf einer kleinen Anhöhe, Komine-ga-oka (小峰ヶ岡) genannt, südliche des Abukuma-Flusses (阿武隈川). Der heutige Verlauf des Flusses ist das Ergebnis einer Umleitung, die die Niwa durchführten. Südlich des zentralen Bereiches lag der Burgbezirk Ni-no-maru, noch weiter südlich der Bezirk San-no-maru. Weiter gab es die Burgbereiche Take-no-maru (竹ノ丸) und Obiguruwa-Bezirk (帯曲輪). Jeder Bereich war durch einen Wassergraben geschützt, die inneren Bereiche waren zusätzlich durch Steinmauern geschützt.
An Bauwerken befanden sich zum Schutz des Hommaru im Nordosten ein dreistöckiger Wachturm, der als Bergfried genutzt wurde, an der Nordwest-Ecke der zweistöckige Yukimi-Wachturm (雪見櫓, Yukimi-yagura), im Südwesten der Fujimi-Wachturm (富士見櫓, Fujimi-yagura). Insgesamt schützten sechs Wachtürme die Burg. Alle Bauwerke gingen im Boshin-Krieg in Flammen auf.
Ein Teil des Burgbereiches, Hommaru und Ni-no-maru, ist heute Stadtpark. 1991 wurde der dreistöckige Wachturm im Hommaru und 1994 das Haupttor daneben wieder errichtet.

## Bilder

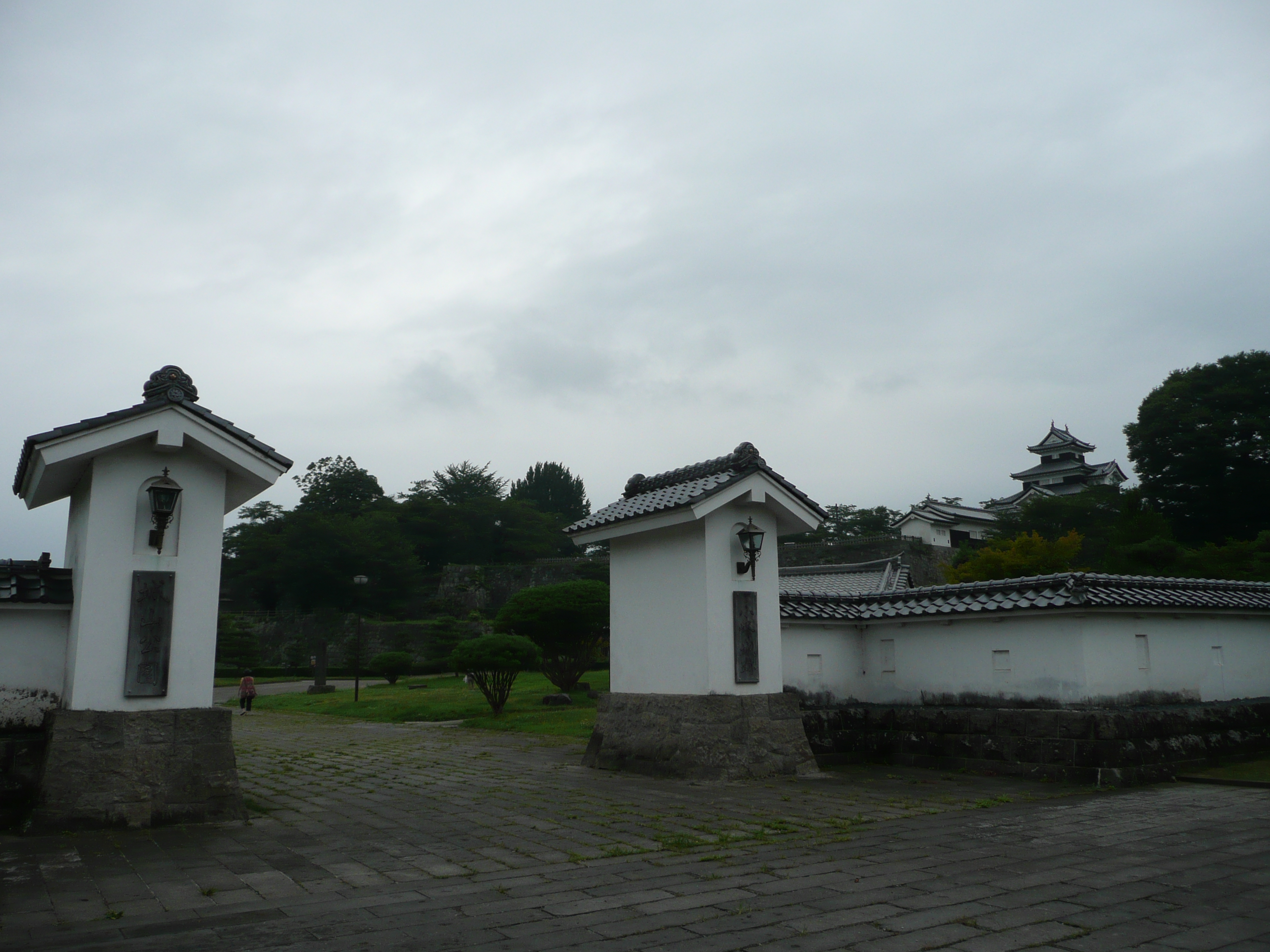
Fuji-Tor
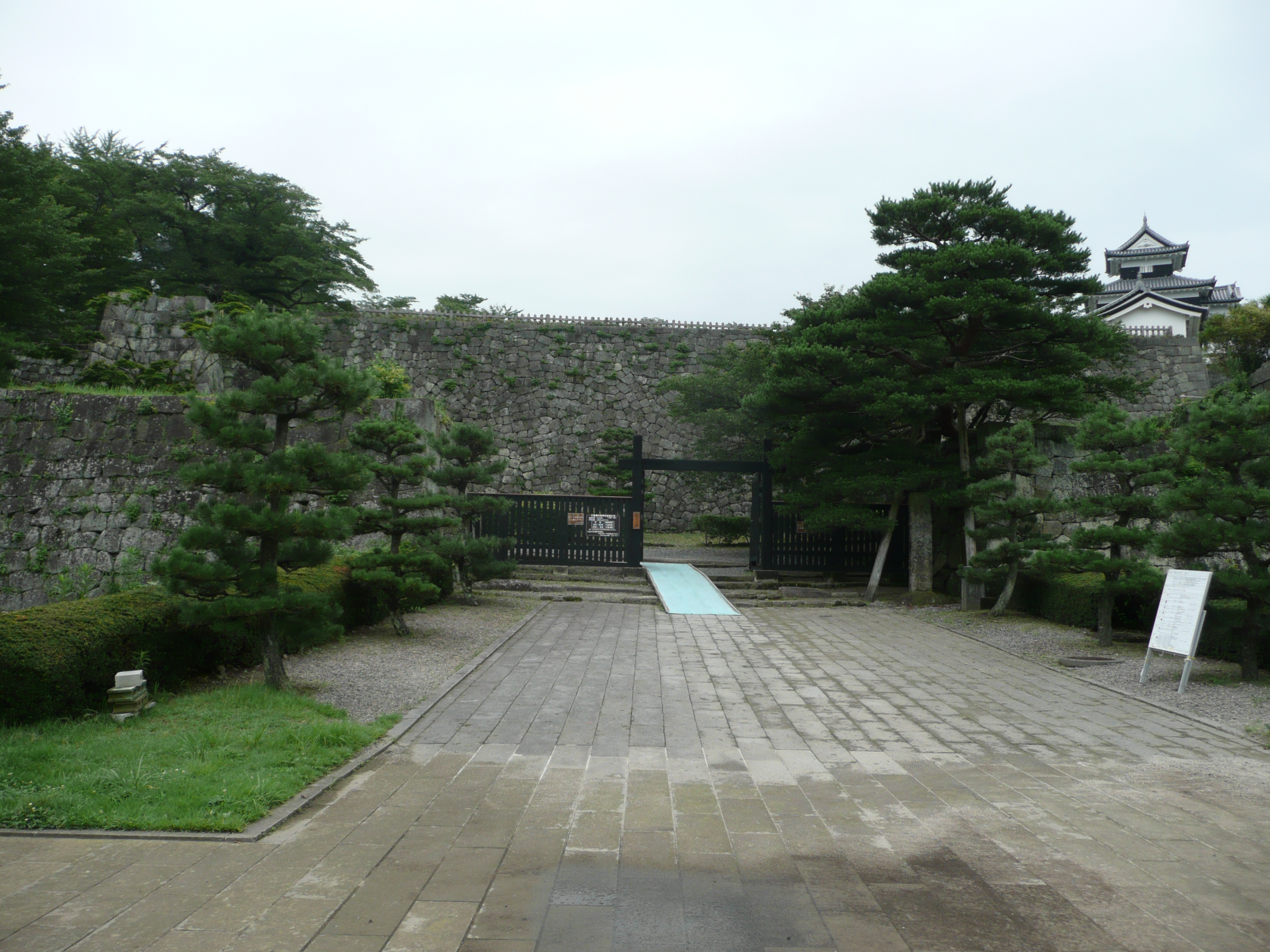
Shimizu-Tor
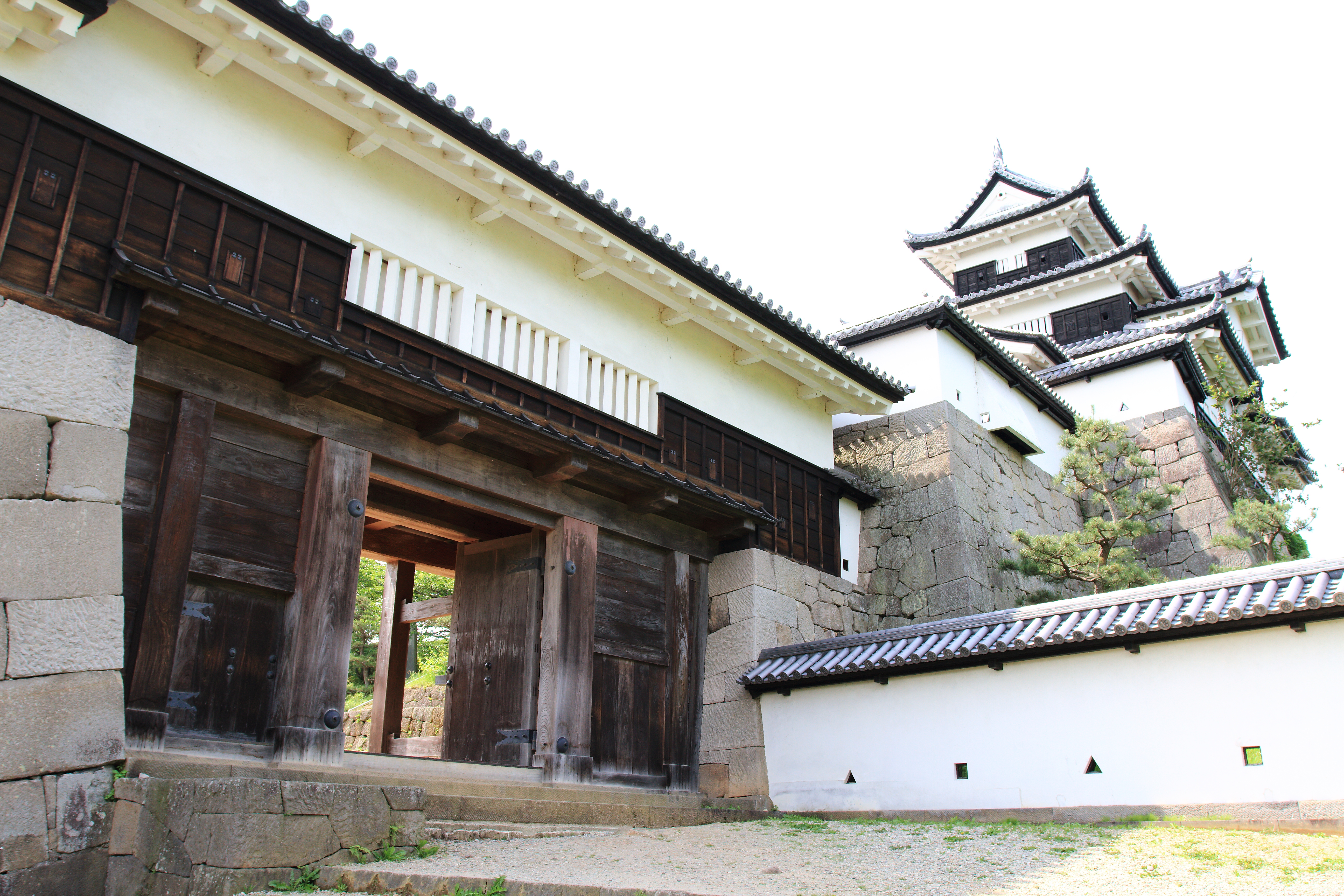
Burgturm mit Haupttor
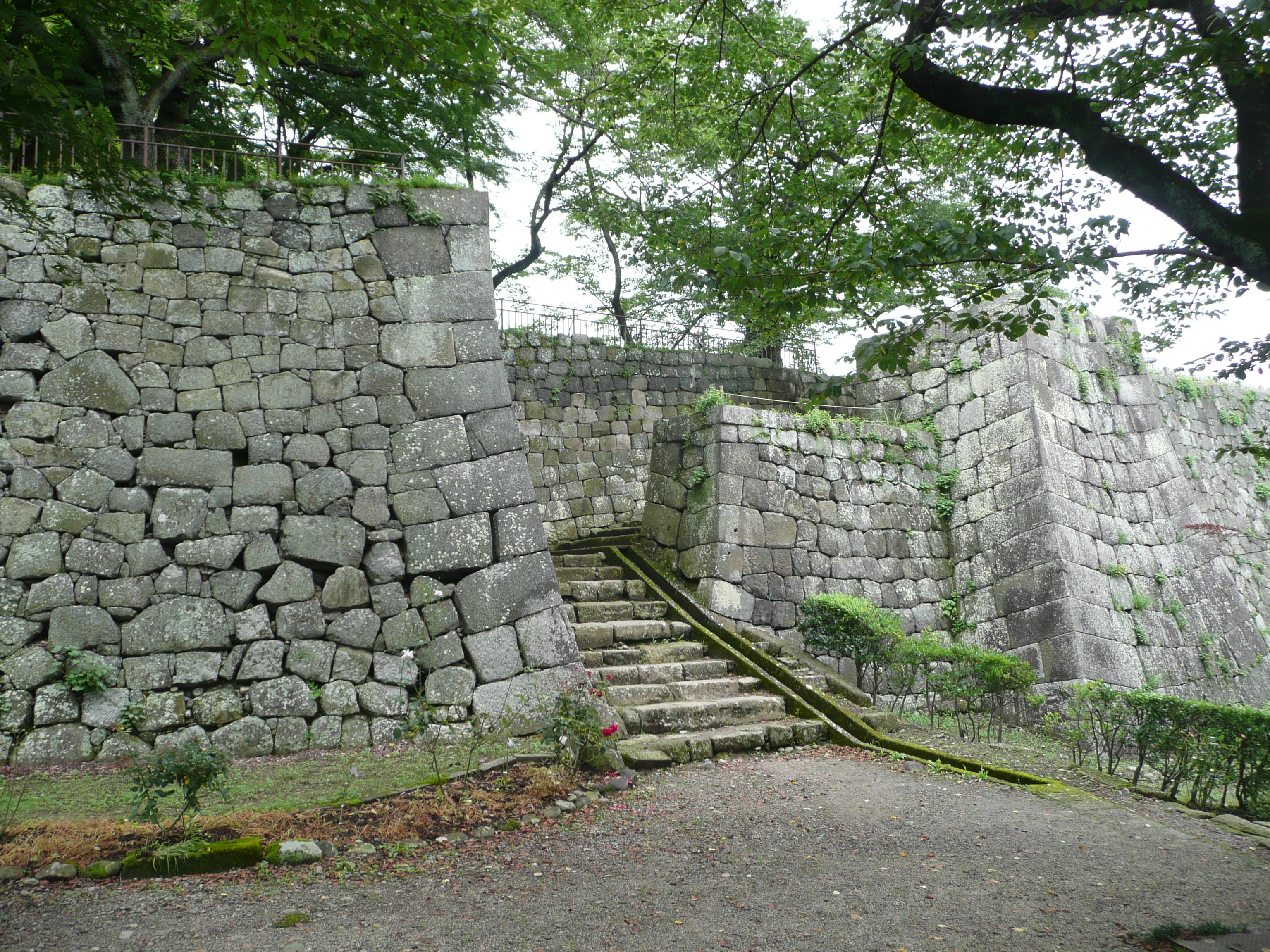
Sakura-Tor
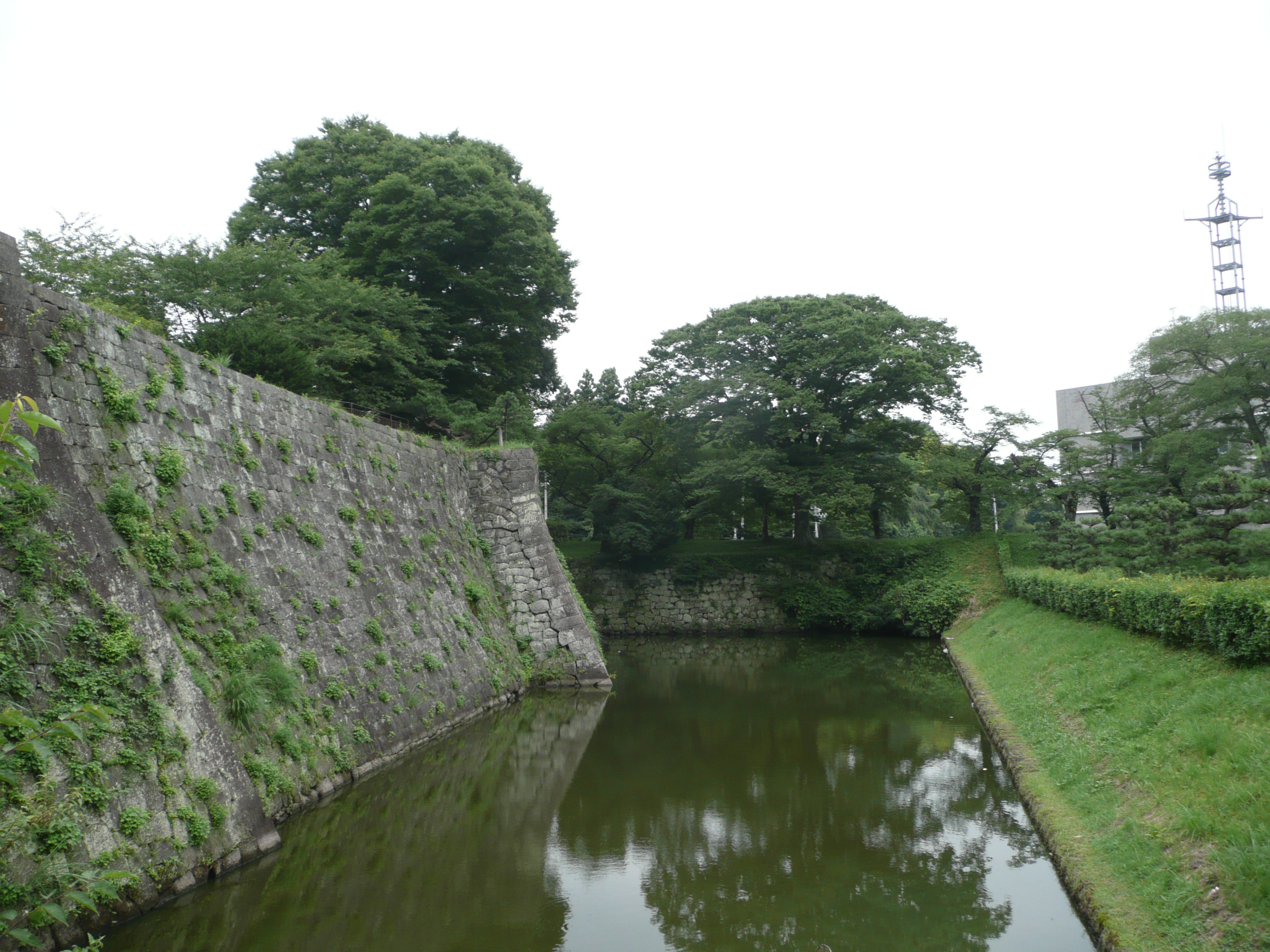
Wassergraben im Süden